# 45-й Вирджинский пехотный полк
45-й Вирджинский пехотный полк (The 45th Virginia Volunteer Infantry Regiment) — был пехотным полком, набранным штате Вирджиния во время Гражданской войны в США. Он сражался в основном в западной части штата Вирджиния, а также участвовал в кампании в долине Шенандоа в 1864 году.

## Формирование
После сецессии Вирджинии бывший губернатор Флойд призвал набрать несколько полков, и поручил один из них выпускнику Вест-Пойнта, Генри Хету. 29 мая Хет набрал 10 рот общей численностью 900 человек, которые вскоре были приняты на службу Конфедерации как 45-й вирджинский полк. Роты полка были набраны в округах Тазвелл, Уит, Грэйсон, Кэрролл и Блэнд. 17 июня Генри Хет был назначен полковником этого полка.
На тот момент полк имел следующий состав:
- Рота A — «Floyd Guard», капитан Джозеф Харрисон (округ Тазвелл)
- Рота B — «Mount Airy Rough and Readys», капитан Джон Бьюкинен (округ Уит)
- Рота C — «Grayson Rifles», капитан Александр Дэвис (округ Грейсон)
- Рота D — «Minute Men», капитан Роберт Гливс (округ Уит)
- Рота E — «Rough and Readys», капитан Уильям Ланди (округ Кэррол)
- Рота F — «Sharpshooters», капитан Эндрю Грейсон (округ Блэнд)
- Рота G — «West Augusta Rifles», капитан Уильям Браун (округ Тазвелл)
- Рота H — «Tazewell Rangers», капитан Эдвин Харман (округ Тазвелл)
- Рота I — «Reed Island Rifles», капитан Томас Болт (округ Кэррол)
- Рота K — «Tazewell Boys», капитан Титус Уильямс (округ Тазвелл)

Майором полка был назначен Габриель Уартон, выпускник Вирджинского военного Института, но впоследствии его повысили до полковника и он командовал 51-м вирджинским пехотным полком.

## Боевой путь
Полк вошёл в состав бригады Флойда (вместе с 50-м вирджинским полком) и в августе направлен в долину Канава. Там к ним присоединились 22-й и 36-й вирджинские полки из бригады Генри Уайза. 25 августа Флойд атаковал федеральный 7-й огайский полк у Кернифекс-Ферри. 45-й вирджинский удачно атаковал противника, понеся при этом свои первые потери. Флойд простоял в Кэрнифекс-Ферри до 10 сентября, когда появилась федеральная бригада Уильяма Роузкранса и произошло Сражение при Кэрнифекс-Ферри. Южане отступили. 45-й Вирджинский не понёс боевых потерь, но 3 человека было потеряно при отступлении. Бригада Флойда отступила в Севел-Маунтин, где 45-й Вирджинский получил дополнительную роту «L», набранную в округе Тазвелл.
В сентябре и октябре бригада маневрировала, пытаясь атаковать Роузкранса. Популярность Флойда падала, многие офицеры 45-го вирджинского подали в отставку. 10 ноября началось наступление Роузкранса и Флойд отступил в Дублин. В декабре бригаду переформировали, и теперь ею командовал Генри Хет. Командование полком принял подполковник Уильям Петерс.
В январе 1862 года у рядовых полка кончился срок службы, но большинство записались на новый срок, а рота «L» была переведена в 23-й Вирджинский полк. Весной полк был использован для охраны железных дорог в юго-западной Вирджинии, а 30 апреля ему было поручено остановить федеральный отряд генерала Кокса. 10 мая вся бригада Хета атаковала 23-й Огайский полк и выбила его с позиции. Хет хорошо отозвался о полковнике Петерсе, но 14 мая последовала реорганизация полка, и Петерс был отстранён от командования. На его место был назначен Уильям Браун, выпускник Вест-Пойнта и прежний командир роты «G». Эдвин Хьюстон Харман стал подполковником. Также были переназначены пять ротных командиров. Вскоре сам Хет был направлен в Теннесси, а командование бригадой принял Джон Эчолс.